# Buon Pastore (Murillo)
Il Buon Pastore è un dipinto del pittore spagnolo Bartolomé Esteban Murillo realizzato circa nel 1660 e conservato nel Museo del Prado di Madrid in Spagna.

## Storia
Il dipinto del Buon Pastore, fu acquistato insieme ad altri, nel 1744 dalla regina Elisabetta Farnese dagli eredi del cardinale e presidente del Consiglio di Castiglia Gaspar de Molina y Oviedo dalla vecchia collezione che possedeva detto cardinale. Il dipinto fu ingrandito per essere mostrato come una coppia di San Giovannino e destinato al Palazzo Reale della Granja de San Ildefonso nel 1746, passando poi al Palazzo reale di Aranjuez dove appare in due inventari del 1747 e del 1774, e da lì fu portato al Palazzo reale di Madrid in cui rimase tra il 1814 e il 1818 fino al suo arrivo al Museo del Prado nel 1819, dove continua a formare una coppia nella sua mostra con il San Giovannino.
Del vecchio tema del Buon Pastore, interpretato da Murillo in versione per bambini, se ne conoscono tre:
- quello probabilmente il più antico, quello del Museo del Prado , dipinto intorno al 1660, mostra il Bambino che poggia una mano sulla pecora smarrita, in piedi, che guarda lo spettatore con una certa aria malinconica e seduto in un paesaggio bucolico di rovine classiche, che ne fa un'efficace immagine devozionale.
- Una versione successiva, a Londra , Lane Collection, con Gesù in piedi alla guida del gregge, lascia più spazio al paesaggio pastorale e il volto del Bambino, ora diretto al cielo, acquista espressività. Il suo passato compagno, il San Giovannino con l'agnello a Londra nel National Gallery, in cui il piccolo Battista appare con un volto sorridente mentre abbraccia l'agnello con freschezza infantile, ha attirato l'attenzione di Thomas Gainsborough che potrebbe possederne una copia ed essere ispirato da lui per il suo Ragazzo col cane della collezione Alfred Beit.
- L'ultima versione di questo tema in (Francoforte sul Meno, Städelsches Kunstinstitut), lavorata con notevole facilità di pennello e colori tenui, appartiene già agli ultimi anni del pittore, con un senso di bellezza più dolce e delicato[3].

Fernando de la Torre Farfán ha descritto un trio di dipinti realizzati da Murillo su un altare effimero posto nella piazza davanti alla Chiesa di Santa Maria la Bianca a Siviglia, e le cui opere sono state pagate dal canonico Justino de Neve, amico di Murillo e promotore dei lavori di questo tempio. L'antico edificio medievale fu trasformato in uno spettacolare tempio barocco, la sua conclusione nel 1655 fu celebrata con solenni festeggiamenti e organizzazione di processioni, con l'erezione di archi di trionfo ed altari effimeri lungo tutto il percorso dove dovevano passare i re e il loro seguito. La Torre Farfán ha descritto tutte le celebrazioni, così come la chiesa e lo scenario installato nel luogo situato di fronte al tempio, dove secondo il cronista: 
(Festa celebrata dalla Chiesa Parrocchiale di Santa Maria la Blanca, cappella della Santa Chiesa Metropolitana e Patriarcale di Siviglia in dono del nuovo breve concesso dal Nostro Santo Padre Alessandro VII, a favore del mistero più puro della Concezione. Siviglia. 1666)
Queste due opere dei pastori furono date come quelle che apparivano al Museo del Prado nel catalogo Madrazo del 1910 con il n. 962 e 968. Secondo la descrizione de Il Buon Pastore sembra che in realtà sia quello corrispondente alla versione londinese.

## Descrizione

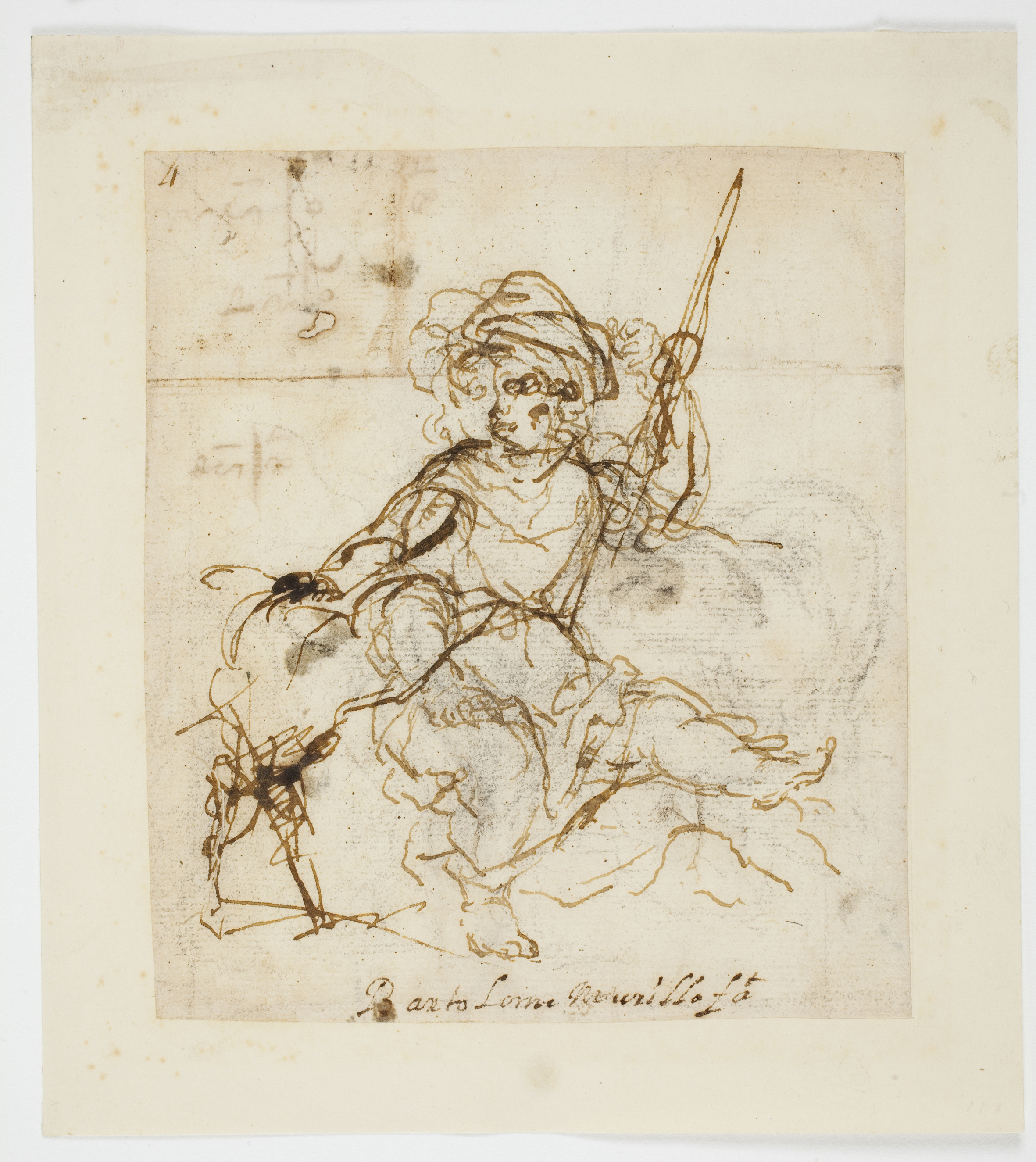
Disegno-schizzo del il Buon Pastore (Museo del Prado, Gabinetto dei Disegni e delle Stampe -Eredità Villaescusa-).

Intorno al 1660 Murillo era già un pittore riconosciuto, in quest'opera introduce brillanti giochi di luce che illuminano i personaggi centrali, – nella piramide Gesù e le pecore, – realizza un volto limpido. Le linee di composizione verticale e orizzontale interrotte dalla diagonale della canna o bastone del pastore e la sua gamba sinistra disegnano un parallelo con il quale rompe la simmetria e rafforza l'effetto quadrettato che conferisce al resto della composizione. Il paesaggio sullo sfondo lascia intravedere architetture rettilinee, mentre il resto del branco quasi svanisce sul lato destro dello spettatore tra le vaporose nuvole dipinte del cielo. Nell'angolo in basso a destra è contrassegnato da un giglio che corrisponde al segno che mostra l'appartenenza di quest'opera alla collezione Elisabetta Farnese. Fa parte della serie su temi infantili di carattere religioso, dolce, delicato e non drammatico, secondo la mentalità controriformista tipica della metà del Seicento in Spagna.  Quest'opera di carattere semplice, di plastica piatta e accessibile alle persone in generale, è stata molto apprezzata grazie alle numerose stampe devozionali, incisioni e lastre che ne sono state realizzate. 
La composizione è stata preparata da disegni precedenti, uno dei quali il Buon Pastore si trova anche al Museo del Prado. Come al solito, molti artisti si sono ispirati alle opere di altri, in particolare alle incisioni, quindi Juan Agustín Ceán Bermúdez è stato tra i primi a confrontare quest'opera di Murillo con un'incisione di Stefano della Bella, che era stata pubblicata in un'edizione Le Metamorfosi di Ovidio.

### Altra descrizione
Nel fascicolo 864 del catalogo del Museo del Prado di Pedro de Madrazo del 1872, con il nome di El Niño, pastor (Il Bambino Dio Pastore), descrive: 
(Pedro de Madrazo e Kunt. Catalogo descrittivo e storico del Museo del Prado di Madrid, 1872, p. 472.)

### Tema iconografico
In epoca paleocristiana l'immagine del Buon Pastore era già usata come figura di Cristo che salva e si prende cura delle sue pecore, e anche come allegoria dell'Eucaristia. Il tema usato da Murillo deve la sua ispirazione al testo del Vangelo secondo Giovanni (10, 11-14) in cui Gesù Cristo si presenta come il Buon Pastore che conosce per nome le sue pecore e dà la vita per loro: «Io I sono il buon pastore. Il buon pastore dà la vita alle pecore». Madrazo ha creduto che le pecore in primo piano su cui Gesù poggia la mano sinistra, rimanda alla parabola della pecora smarrita del Vangelo secondo Matteo (18, 12): «Se uno ha cento pecore e una si smarrisce, non lascerà le restanti novantanove nella boscaglia e andrà in cerca di quella smarrita?».

### Esplicative
1. ↑  In entrambi gli inventari il dipinto è descritto assumendo che rappresenti "San Giovannino" e non "Gesù il Bambino", ma la descrizione concorda con quel dipinto, in quanto lo spiega così: San Giovanni, seduto accanto a un edificio, con la sua mano sinistra intorno all'agnello.

### Bibliografiche
1. ↑  Morales y Quiles García 2010, p. 211.
2. 1 2  Morales Martín 2000, p. 148.
3. ↑  Valdivieso 2010, pp. 164-172.
4. ↑  Montoto, 1932, pp. 106-110.
5. ↑  (ES) El Buen Pastor, su museodelprado.es. URL consultato il 15 maggio 2021.
6. ↑  Valdivieso 1992, p. 221.
7. ↑  Triadó 2001, p. 148.
8. ↑  (ES) Guillermo Balbona, Santander desvela el dibujo de Murillo, su eldiariomontanes.es, 23 marzo 2012. URL consultato il 15 maggio 2021.
9. ↑  (ES) Natividad Pulido, Murillo el dibujante prodigioso, su ABC.es Cultura, 22 novembre 2013. URL consultato il 15 maggio 2021.
10. ↑  (ES) Benito Navarrete Prieto, La Pintura Andaluza del siglo XVII y sus fuentes grabadas (Tesis doctoral) (PDF), su webs.ucm.es, Madrid, 1997. URL consultato il 15 maggio 2021.
11. ↑  Esteban Lorente 1990, p. 199 e 236.
12. ↑  Morales Martín 2000,  p. 140.
13. ↑  Martínez, 1992, p. 87.